# Pehr Elgström
Pehr Elgström, född 24 december 1781 i Tolgs socken i Kronobergs län, död 28 oktober 1810, var en svensk skald. Signatur: E.

## Biografi
Elgström var från ett torparhem och trots att han 1799 blev student vid Uppsala universitet, hade han inga möjligheter att fortsätta den vetenskapliga banan. Han tvingades att ta anställning som biträde i en av huvudstadens boklådor. Men på grund av egen flit och med hjälp från sin arbetsgivare, kunde han bege sig till Uppsala och ta examen 1809. Samma år anställdes han som extra ordinarie kanslist i ecklesiastikexpeditionen och befordrades följande år till kopist. Men ansträngningarna hade undergrävt hans hälsa, så att han avled redan året därpå.

## Författarskapet
Elgströms litterära begåvning och svärmiska lynne förde honom i Uppsala till en krets av unga diktare, som slutit sig kring Atterbom. Han medverkade med åtskilliga dikter i Phosphoros och Poetisk kalender. De andas ett djupt och stilla vemod och en vek nästan sjuklig känslosamhet, men även under den svävande, något oklara formen, röjer sig en glänsande fantasi. Som prosaist har han efterlämat två avhandlingar: Hvad rätt har ett folk att döma sin regent? (1809) och Om ett stort, ett patriotiskt tänkesätt (1810). De kännetecknas av kärlek till fosterlandet och den nyfödda friheten. 
Samlade vitterhetsarbeten utgavs 1860 av Pehr Hanselli i samma band som Georg Ingelgrens.

### Bidrag i tidskrifter
- Den unga kärleken. Till Laura. Phosphoros, 1810, sid. 29
- Minnet. Phosphoros, 1811, sid. 99
- Romeo i Julias Graf- Poetisk kalender, 1815, sid. 6.